# Фоланд нет
Фоланд нет (енгл. Folland Gnat) је једнокрилни једноседи лаки ловац-бомбардер металне конструкције са увлачивим „трицикл” стајним трапом пореклом из Велике Британије. Први лет обавио је 1955, а у употреби је био око 20 година у периоду 1959-1979. Користиле су га ваздухопловне снаге Велике Британије, Финске, Индије и Југославије.

## Развој и употреба
Захваљујући развоју млазних мотора са све већим потиском, период после Другог светског рата обележила је појава великих и скупих млазних борбених авиона. У складу са идејом совјетског конструктора Јаковљева о лаком ловцу високих перформанси чија би цена била прихватљива за мање земље или земље у развоју, енглески инжењер Теди Питер (Teddy Petter) на сопствену иницијативу пројектовао је авион под ознаком Фо 141 чији је прототип полетео 18. јула 1955. а први серијски грађен авион 26. маја 1956. године.
Док енглеско ратно ваздухопловство није показало интерес за овај авион, то су учиниле Финска и Индија, од којих је ова друга септембра 1956. откупила лиценцу за производњу авиона и мотора. Врхунац успеха индијских Нетова десио се 1965. у ваздушним борбама изнад Кашмира у рату са Пакистаном. До гашења производње 1973. године укупно је направљено нешто мање од 300 Нетова, али је индијска фабрика авиона ХАЛ 1969. године почела рад на модернизованој варијанти под именом Еџет (Ajeet).

### Варијанте
- FO-139 Midge - експериментални авион за испитивање покретан мотором Viper,
- FO-141 Gnat - прототип ловца покретан мотором Orpheus,
- Gnat F-1 - лаки ловачки авион, једносед,
- Gnat FR-1 - извиђачки авион произведен за потребе РВ Финске,
- Gnat F-2 - побољшана верзија авиона F-1, није произвођена,
- Gnat F-4 - побољшана верзија F-2, није произвођена,
- Gnat T-1 - двосед за обуку, произвођен у команији Hawker Siddeley,
- Ajeet - по лиценци произвођена верзија F-1 у компанији ХАЛ за потребе РВ Индије,
- Ajeet Trainer - по лиценци произвођена верзија Т-1 у компанији ХАЛ за потребе РВ Индије.

## Југославија
Југословенско ратно ваздухопловство било је заинтересовано за увођење чак 700 примерака једноседе и двоседе верзије овог авиона у наоружање као и за његову лиценцну производњу, па је јуна 1958. набављено два примерка која су испитана у Ваздухопловно опитном центру (ВОЦ). Током испитивања један авион је расходован због удеса, а због уочених одређених недостатака везаних за одржавање и експлоатацију као и превисоке цене за авионе и лиценцу одустало се од његове даље набавке. Други примерак је расходован 1962. да би 31. августа 1963. године био предат Музеју ваздухопловста Београд.

## Корисници
- Финска
- Индија
- Уједињено Краљевство
- Југославија